# Mental (série télévisée)
Pour les articles homonymes, voir Mental.
Mental est une série télévisée américano-colombienne en treize épisodes de 42 minutes créée par Deborah Joy Levine, diffusée du 26 mai 2009 au 14 août 2009 sur le réseau Fox. Elle a été produite par la sous-compagnie Fox Telecolombia à Bogota et diffusée sur les chaînes du réseau Fox en Amérique latine.
En Belgique, la série est diffusée depuis le 30 juin 2013 sur RTL-TVI. Toutefois, elle reste inédite dans les autres pays francophones.

## Synopsis
Cette série est centrée sur le Dr Jack Gallagher, un psychiatre très renommé, directeur des services psychiatriques de Los Angeles. Gallagher doit adapter ses méthodes peu orthodoxes aux idées conservatrices de sa patronne, Nora Skoff, du fait d'une ancienne relation amoureuse…

## Distribution

### Acteurs principaux
- Chris Vance (VF : Patrick Mancini) : Dr Jack Gallagher
- Annabella Sciorra (VF : Frédérique Cantrel) : Nora Skoff
- Jacqueline McKenzie (VF : Dominique Westberg) : Veronica Hayden-Jones
- Marisa Ramirez (VF : Chantal Baroin) : Dr Chloé Artis
- Nicholas Gonzalez (VF : Olivier Cordina) : Dr Arturo Suarez
- Derek Webster (VF : Jean-Paul Pitolin) : Dr Carl Belle
- Edwin Hodge (VF : Jean-Jacques Nervest) : Malcolm Darius Washington

### Acteurs secondaires
- Warren Kole (VF : Yoann Sover) : Rylan Moore
- Lex Medlin (VF : Jean-Jacques Nervest) : Thom Hygard
- Jaime Ray Newman (VF : Anne Dolan) : Zan Avidan
- Amanda Douge (en) (VF : Catherine Lafond) : Rebecca « Becky » Gallagher, jumelle de Jack
Version française
  - Société de doublage : Synchro France
  - Direction artistique : Philippa Roche
  - Adaptation des dialogues : Jean Roche et Julia Roche

Source VF : Doublage Séries Database et RS Doublage

## Production

### Tournage
La série a été tournée dans la ville de Bogota, en Colombie et à Los Angeles, en Californie, aux États-Unis.

### Fiche technique
- Titre original : Mental
- Création : Deborah Joy Levine
- Réalisation : Guy Ferland, Rod Hardy et David Jackson
- Scénario : Deborah Joy Levine et Dan Levine
- Direction artistique : Eugenio Garcia et Diego Lopez
- Décors : Eugenio Garcia et Diego Lopez
- Costumes : Ana Maria Urrea
- Photographie : David J. Miller et Reynaldo Villalolos
- Montage : Tim Tommasino, Lisa Bromwell, Carlos A. Ortega Del Rio et David A. Simmons
- Musique : Trevor Morris
- Casting : Barbara Fiorentino, Rebecca Mangieri et Wendy Weidman
- Production : Iain Paterson et Samuel Duque Duque ; Paul D. Goldman, Jonathan A. Rosenbaum et Ari Posner (coproduction)
  - Production exécutive : Rob LaBelle, Rob Merilees, Dan Levine, et Deborah Joy Levine
- Sociétés de production : Fox Television Studios, Fox Telecolombia Infinity Features Entertainment et Kedzie Productions
- Sociétés de distribution (télévision) : 
 Mondial : Fox Telecolombia
 États-Unis : Fox Network
- Pays d'origine :  États-Unis,  Colombie
- Langue originale : anglais
- Format : couleur - 1,78:1
- Genre : dramatique
- Durée : 42 minutes

 Sauf indication contraire, les informations mentionnées dans cette section peuvent être confirmées par la base de données cinématographiques IMDb,  présente dans la section « Liens externes ».

## Épisodes
1. Un artiste enfermé (Pilot)
2. Folie à deux (A Beautiful Delusion)
3. Le Livre des juges (Book of Judges)
4. Le Jeu intérieur (Manic at the Disco)
5. Un passé douloureux (Roles of Engagement)
6. Journées pluvieuses (Rainy Days)
7. Obsessionnellement votre (Obsessively Yours)
8. Reflet dans un miroir (House of Mirrors)
9. Code (Coda)
10. Terreur au chantier (Do Over)
11. La Guerre en tête (Lines in the Sand)
12. Un choix improbable (Life and Limb)
13. Le Loup-garou (Bad Moon Rising)